# موتور رضائي بادفر
موتور رضائي بادفر (بالإنجليزية: Mowtowr-e Rezayi Badfar)‏ هي منطقة سكنية تقع في سيستان وبلوتشستان في إيران. يقدر عدد سكانها بـ 19 نسمة .